# Columbia County (New York)
Columbia County ist ein County im Bundesstaat New York der Vereinigten Staaten. Bei der Volkszählung im Jahr 2020 hatte das County 61.570 Einwohner und eine Bevölkerungsdichte von 37,5 Einwohnern pro Quadratkilometer. Der Verwaltungssitz (County Seat) ist Hudson.
Benannt ist es nach Christoph Kolumbus.

## Geographie
Das County hat eine Fläche von 1.679,0 Quadratkilometern, wovon 35,1 Quadratkilometer Wasserfläche sind.

### Umliegende Gebiete
| Albany County | Rensselaer County | Berkshire County (MA)  |
| Greene County |                   | Berkshire County (MA)  |
| Ulster County | Dutchess County   | Litchfield County (CO) |

## Geschichte

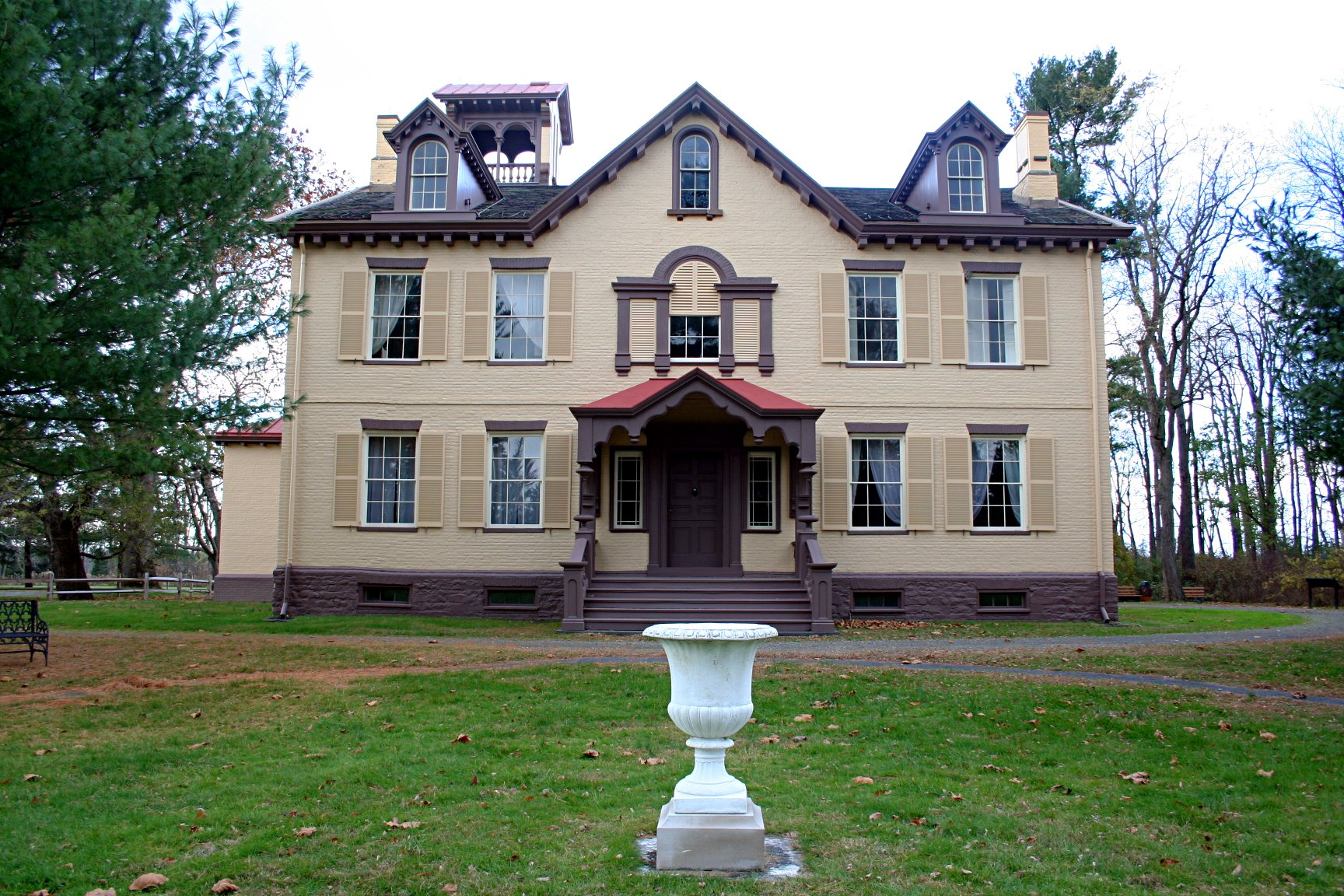
Martin Van Buren National Historic Site (2006)

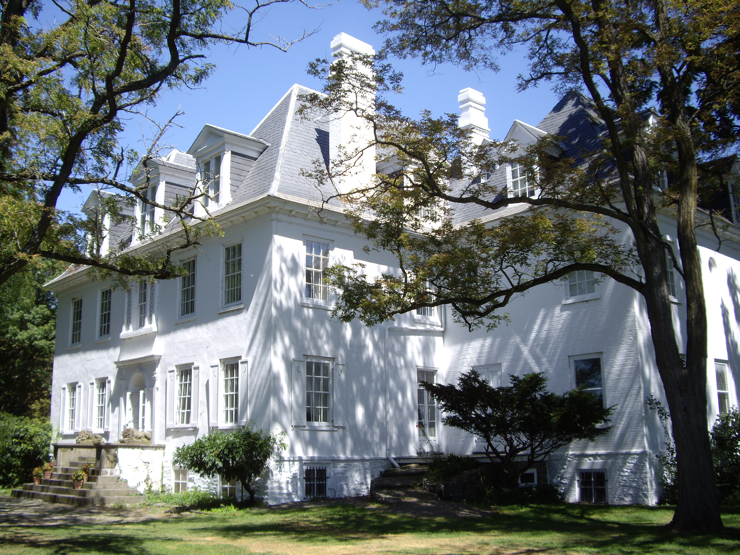
Clermont Manor (2007) hat den Status einer National Historic Landmark.

Im County liegt eine National Historic Site, die Martin Van Buren National Historic Site. Acht Orte haben den Status einer National Historic Landmark. 126 Bauwerke und Stätten des Countys sind insgesamt im National Register of Historic Places eingetragen (Stand 17. Februar 2018).

### Einwohnerentwicklung
| Jahr      | 1700   | 1710   | 1720   | 1730   | 1740   | 1750   | 1760   | 1770   | 1780   | 1790   |
| --------- | ------ | ------ | ------ | ------ | ------ | ------ | ------ | ------ | ------ | ------ |
| Einwohner |        |        |        |        |        |        |        |        |        | 27.496 |
| Jahr      | 1800   | 1810   | 1820   | 1830   | 1840   | 1850   | 1860   | 1870   | 1880   | 1890   |
| Einwohner | 35.322 | 32.390 | 38.330 | 39.907 | 43.252 | 43.073 | 47.172 | 47.044 | 47.928 | 46.172 |
| Jahr      | 1900   | 1910   | 1920   | 1930   | 1940   | 1950   | 1960   | 1970   | 1980   | 1990   |
| Einwohner | 43.211 | 43.658 | 38.930 | 41.617 | 41.464 | 43.182 | 47.322 | 51.519 | 59.487 | 62.982 |
| Jahr      | 2000   | 2010   | 2020   | 2030   | 2040   | 2050   | 2060   | 2070   | 2080   | 2090   |
| Einwohner | 63.094 | 63.096 | 61.570 |        |        |        |        |        |        |        |

Hinweis: Der Wert von 1810 ist lediglich aus der englischsprachigen Wikipedia ungeprüft übernommen worden, weil die Einwohnerzahlen für 1810 derzeit auf dem Server der Census-Behörde nicht verfügbar sind. (Stand: 11. November 2020)

## Städte und Ortschaften
Zusätzlich zu den unten angeführten selbständigen Gemeinden gibt es im Columbia County mehrere villages.
| Ancram      | town | 1.573 | 110,7 | 110,0 | 14,3   | 19. März 1803 | Gründungsname: Gallatin; umbenannt am 25. März 1814                                                                            |
| Austerlitz  | town | 1.654 | 126,4 | 126,2 | 13,1   | 28. März 1818 | |
| Canaan      | town | 1.710 | 95,7  | 95,0  | 18,0   | 24. März 1772 | Gegründet als Kings District; Ernennung zur town mit gleichzeitiger Umbenennung am 7. März 1788                                |
| Chatham     | town | 4.128 | 138,7 | 137,9 | 29,9   | 17. März 1795 | |
| Claverack   | town | 6.021 | 124,2 | 123,2 | 48,9   | 24. März 1772 | Gründung als District; Ernennung zur town am 7. März 1788                                                                      |
| Clermont    | town | 1.965 | 49,7  | 46,6  | 42,2   | 12. März 1787 | |
| Copake      | town | 3.615 | 108,9 | 105,6 | 34,2   | 26. März 1824 | |
| Gallatin    | town | 1.668 | 102,6 | 101,3 | 16,5   | 27. März 1830 | |
| Germantown  | town | 1.954 | 36,1  | 31,3  | 62,4   | 1. Apr. 1775  | Gründung als District; Ernennung zur town am 7. März 1788. Ursprünglich auch bekannt unter den Namen East Camp und German Camp |
| Ghent       | town | 5.402 | 117,6 | 116,9 | 46,2   | 3. Apr. 1818  | |
| Greenport   | town | 4.165 | 53,1  | 48,2  | 86,4   | 13. Mai 1837  | |
| Hillsdale   | town | 1.927 | 124,0 | 123,6 | 15,6   | 26. März 1782 | Gründung als District; Ernennung zur town am 7. März 1788                                                                      |
| Hudson      | city | 6.713 | 6,0   | 5,6   | 1198,8 | 22. Apr. 1785 | |
| Kinderhook  | town | 8.498 | 83,9  | 82,4  | 103,1  | 22. März 1772 | Gründung als District; Ernennung zur town am 7. März 1788                                                                      |
| Livingston  | town | 3.646 | 100,9 | 98,8  | 36,9   | 22. Juli 1686 | Gründung als manor (Landgut); zum District erhoben am 24. März 1772; Ernennung zur town am 7. März 1788                        |
| New Lebanon | town | 2.305 | 93,2  | 92,9  | 24,8   | 21. Apr. 1818 | |
| Stockport   | town | 2.815 | 34,1  | 30,2  | 93,2   | 30. Apr. 1833 | |
| Stuyvesant  | town | 2.027 | 69,3  | 64,8  | 31,3   | 21. Apr. 1823 | |
| Taghkanic   | town | 1.310 | 104,0 | 103,5 | 12,7   | 19. März 1803 | Gründungsname: Granger; umbenannt am 25. März 1814                                                                             |